# Kampfgeschwader 30
O Kampfgeschwader 30 Adler foi uma unidade aérea da Luftwaffe que atuou durante a Segunda Guerra Mundial.

## Geschwaderkommodoren
| Comandante                                     | Data                                          |
| ---------------------------------------------- | --------------------------------------------- |
| Obstlt Walter Loebel                           | 15 de Novembro de 1939 - 16 de Agosto de 1940 |
| Oberst Herbert Rieckhoff                       | 17 de Agosto de 1940 - 20 de Outubro de 1940  |
| Obstlt Erich Bloedorn                          | Outubro de 1940 - Maio de 1943                |
| Obstlt Wilhelm Kern                            | 18 de Maio de 1943 - 10 de Setembro de 1943   |
| Obstlt Sigmund-Ulrich Freiherr von Gravenreuth | Setembro de 1943 - 16 de Outubro de 1944      |
| Oberst Bernhard Jope                           | Outubro de 1944 - Fevereiro de 1945           |
| Oberst Hanns Heise                             | Fevereiro de 1945 - Maio de 1945              |

## Stab
O Stab foi formado no dia 15 de Novembro de 1939 em Greifswald. Existiu um Stabs-Staffel no período entre Abril de 1940 - Novembro de 1944. No dia 23 de Novembro de 1944 foi redesignado Stab/KG(J)30. A unidade foi dispensada no dia 18 de Abril de 1945.
O KG(J)30 teria iniciado a transição para os novos Me 262A no início de 1945, mas isto não ocorreu devido a baixa produção destas.

## I. Gruppe

### Gruppenkommandeure
- Hptm H. Pohle, 22 de Setembro de 1939 - 16 de Outubro de 1939
- Hptm Fritz Doench, 16 de Outubro de 1939 - Junho de 1940
- Hptm Heinrich Lau, 1941
- Hptm Jacob Schmidt,? - 26 de Abril de 1942
- Hptm Konrad Kahl, 26 de Abril de 1942 -?
- Oberst Alerich Hofmann,? - 28 de Dezembro de 1942
- Maj Freiherr von Blomberg,? - 28 de Outubro de 1943
- Hptm Schulz, 1943 - 1944

Foi formado no dia 22 de Setembro de 1939 em Jever a partir do I./Kampfgeschwader 25 com:
- Stab I./KG30 a partir do 1./KG25
- 1./KG30 novo
- 2./KG30 a partir do 2./KG25
- 3./KG30 novo

No mês de Junho de 1940 o 1./KG30 se tornou 8./Kampfgeschwader 4 e foi reformado a partir do 9./Kampfgeschwader 30.
No dia 23 de Novembro de 1944 foi redesignado I./KG(J)30. Foi dispensado no dia 18 de Abril de 1945.

## II. Gruppe

### Gruppenkommandeure
- Hptm Claus Hinkelbein, Dezembro de 1939 - Junho de 1940
- Hptm von Symonski, Junho de 1940 - 8 de Outubro de 1940
- Hptm Erich Hass, 9 de Outubro de 1940 - 16 de Outubro de 1940
- Hptm Sigmund-Ullrich Freiherr von Gravenreuth, Outubro de 1940(?) - 11 de Abril de 1942
- Hptm Erich Stoffregen, 11 de Abril de 1942 - 14 de Janeiro de 1943
- Maj Pflüger, 1943 - 1944
- Hptm Greve, 1944

Foi formado no dia 1 de Dezembro de 1939 em Barth com:
- Stab II./KG30 novo
- 4./KG30 novo
- 5./KG30 novo
- 6./KG30 novo

No dia 23 de Novembro de 1944 foi redesignado II./KG(J)30. Foi dispensado no dia 18 de Abril de 1945.

## III. Gruppe

### Gruppenkommandeure
- Hptm Mahrenholtz, 1 de Janeiro de 1940 - 1940
- Hptm Crüger, 1940
- Hptm Kollewe, 1940
- Maj Hackbarth,? - 9 de Setembro de 1940
- Maj Schumann, 1941 - Agosto de 1941
- Hptm Hajo Hermann, Agosto de 1941 - 19 de Julho de 1942
- Maj Werner Baumbach, Julho de 1942 - Dezembro de 1942
- Maj Helmut Störchel, Dezembro de 1942 - 1944

Foi formado no dia 1 de Janeiro de 1940 em Barth com:
- Stab III./KG30 novo
- 7./KG30 novo
- 8./KG30 novo
- 9./KG30 novo

No mês de Junho de 1940 o 9./KG30 se tornou 1./KG30, e foi reformado.
No dia 15 de Outubro de 1940 o III./KG30 foi redesignado Ergänzungs-Kampfgruppe 6:
- Stab III./KG30 se tornou Stab/Ergänzungs-Kampfgruppe 6
- 7./KG30 se tornou 1./Ergänzungs-Kampfgruppe 6
- 8./KG30 se tornou 2./Ergänzungs-Kampfgruppe 6
- 9./KG30 se tornou 3./Ergänzungs-Kampfgruppe 6

Foi reformado no mesmo dia em Amsterdam-Schiphol a partir do III./Kampfgeschwader 4 com:
- Stab III./KG30 a partir do Stab III./KG4
- 7./KG30 a partir do 7./KG4
- 8./KG30 a partir do 8./KG4
- 9./KG30 a partir do 9./KG4

O III./KG30 foi dispensado no dia 8 de Junho de 1944, sendo logo em seguida reformado no dia 23 de Novembro de 1944 em Pardubitz como sendo III./KG(J)30 com:
Stab III./KG(J)30 novo
7./KG(J)30 novo
8./KG(J)30 novo
9./KG(J)30 novo
Foi dispensado no dia 18 de Abril de 1945.

## IV. Gruppe

### Gruppenkommandeure
- Hptm Heinrich Paepke, 27 de Outubro de 1940 - 9 de Fevereiro de 1941
- Hptm Martin Schumann, 10 de Fevereiro de 1941 - 8 de Junho de 1942
- Maj Heinrich Lau, 9 de Junho de 1942 - 11 de Setembro de 1942
- Hptm Gerhard Molkentin, 1 de Outubro de 1942 - 16 de Janeiro de 1943
- Maj Konrad Kahl, 13 de Novembro de 1942 - 26 de Junho de 1943
- Maj Wilhelm Kuschke, 27 de Julho de 1943 - 23 de Novembro de 1944

Foi formado no dia 27 de Outubro de 1940 em Ludwigslust como Erg.Sta./KG30. No mês de Abril de 1941 foi adicionado como Gruppe com:
- Stab IV./KG30 novo
- 10./KG30 a partir do Erg.Sta./KG30
- 11./KG30 novo
- 12./KG30 novo

O 13./KG30 foi formado no mês de Julho de 1943 em Aalborg. No dia 1 de Setembro de 1944 o 12./KG30 foi dispensado e foi reformado a partir do 13./KG30.
No dia 23 de Novembro de 1944 foi redesignado IV./KG(J)30. Acabou sendo dispensado no dia 18 de Abril de 1945.

## Erprobungsstaffel

### Staffelkapitän
- Hptm Gotthardt, 1941

Foi formado no ano de 1940. Foi dispensdo no mês de Abril de 1943.

## Zerstörerstaffel

### Staffelkapitän
- Olt Herbert Bönsch, Março de 1940 - 1 de Julho de 1940[1]

Formado no dia 21 de Fevereiro de 1940 em Perleberg. No dia 1 de Julho de 1940 foi redesignado 4./NJG 1.